# Jefferson Pérez
Jefferson Leonardo Pérez Quezada (* 1. července 1974, Cuenca, Provincie Azuay) je bývalý ekvádorský atlet, olympijský vítěz, trojnásobný mistr světa a někdejší držitel světového rekordu v chůzi na 20 km.

## Kariéra

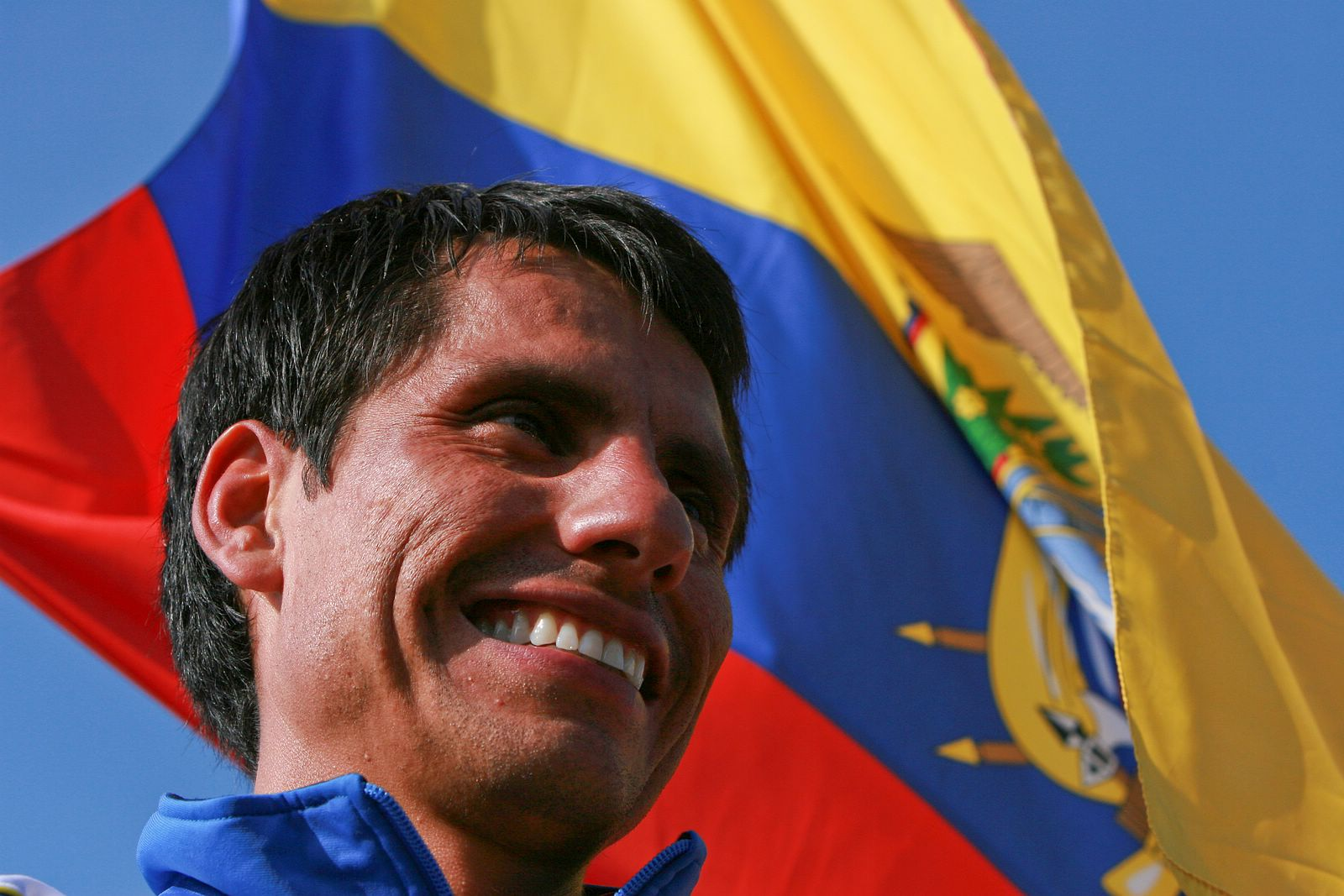
Jefferson Pérez

První úspěch na mezinárodní scéně zaznamenal v roce 1990 na MS juniorů v bulharském Plovdivu, kde vybojoval bronzovou medaili v chůzi na 10 km. O dva roky později se stal v jihokorejském Soulu na stejné trati juniorským mistrem světa.
V roce 1999 získal stříbro na světovém šampionátu v Seville. Na následujícím MS v atletice 2001 v kanadském Edmontonu obsadil 8. místo. Třikrát v řadě vybojoval na MS v atletice (Paříž 2003, Helsinky 2005, Ósaka 2007) zlatou medaili. Na světovém šampionátu 2003 v Paříži zvládl trasu v čase 1.17:21, čímž vytvořil nový světový rekord v chůzi na 20 km. Rekord překonal 29. září 2007 v Saransku Rus Vladimir Kanajkin.
Získal také tři zlaté a jednu bronzovou medaili na Panamerických hrách. Atletickou kariéru ukončil v roce 2008. Jeho posledním závodem byl světový pohár chodců ve španělské Murcii, kde skončil na 3. místě.

### Olympijské hry
Pětkrát reprezentoval na letních olympijských hrách (Barcelona 1992, Atlanta 1996, Sydney 2000, Athény 2004, Peking 2008).
Největším úspěchem pro něj skončila účast na olympiádě v Atlantě, kde získal historicky první zlatou olympijskou medaili pro svoji zemi, když dvacetikilometrovou trať zvládl v čase 1.20:07. Druhý Ilja Markov z Ruska ztratil devět sekund. V roce 2008 vybojoval stříbro na olympiádě v Pekingu, kde podlehl jen Rusovi Borčinovi.
Těsně pod stupni vítězů, na 4. místě dokončil závod na olympijských hrách 2000 v australském Sydney. Na bronzovou medaili, kterou získal Vladimir Andrejev z Ruska však v cíli ztratil 51 sekund. Čtvrtý skončil také o čtyři roky později na olympiádě v Athénách, kde zkoušel uspět rovněž i na delší, padesátikilometrové trati. Závod nakonec dokončil v čase 3.53:04 na 12. místě.